# Casa Josep Sunyer
La Casa Josep Sunyer es un edificio de Sitges (Barcelona). Está incluido en el Inventario del Patrimonio Arquitectónico de Cataluña, en la comarca del Garraf.

## Descripción
Los dos edificios (en origen uno) presentan una estructura prácticamente idéntica, que consta de planta baja, dos pisos y azotea. La planta baja está formada por una base de piedra y dos aperturas; la de la izquierda, de arco de medio punto, da acceso a las plantas. En el primer piso hay dos aperturas simétricas; la de la derecha es un balcón con barandilla de hierro. En el segundo piso se abre una galería con cuatro arcos de medio punto. El conjunto se corona con una azotea a la catalana, que tiene barandilla calada de cerámica.
De las dos casas, la de la izquierda es la que ha sufrido menos modificaciones. Presenta como elementos remarcables los esgrafiados que enmarcan las aperturas de la planta baja y el primer piso. La de la derecha, en cambio, ha sufrido un incremento en la altura de dos pisos y una modificación considerable en la planta baja como consecuencia de la instalación de una entidad bancaria.

## Historia
En su origen se trataba de un solo edificio, pero con fecha 1 de agosto de 1923 aparece documentada en el Archivo Histórico Municipal de Sitges la solicitud del propietario Josep Suñé Alaix, para modificarlo y convertirlo en dos. El mismo día, fue coincidida la autorización. Los planos aparecen firmados por el arquitecto M. Rubio. Las obras de remodelación debían de ser finalizadas en 1925, fecha que aparece inscrita a la clave del arco de la puerta del edificio de la izquierda (Villa Candelaria).